# 制至
制至（越南语：／；？—1313年），又作制鷙，即闍耶僧伽跋摩四世（Jayasimhavarman IV），是占城第十二王朝的國王（1307年－1312年）。

## 生平
制至是占城第十二王朝國王制旻的兒子。制旻逝世時，因妻子玄珍公主沒有殉死，而是由安南陳朝官員陳克終陪同回國，對此，安南重臣興讓大王陳國顙感到不安，認為此舉「於國不祥」，令越占關係變得尷尬。果然在事後，制至對安南抱「反側」態度，有意發兵攻打安南，奪回昔日占城的烏州和里州故地（今越南廣平省、廣治省及承天順化省）。1312年農曆五月，安南陳英宗決定親征占城，兵分三路南下。制至聞訊後認為難以迎敵，只好與家屬一同投降越軍。當時仍有占城軍隊試圖抵抗，但最終都不敵而敗。結果，制至成為俘虜，陳朝封為「效忠王」，不久又改封「效順王」，其弟制能則被安南立為占城的傀儡國王。1313年農曆二月，制至逝世，越人按占婆習俗將期遺體火葬。